# 傅拉尼可敦
傅拉尼可敦（鄂圖曼土耳其文：‎；1496年—1550年），奧斯曼帝國蘇丹蘇里曼一世第一位妻子，她也是馬赫穆德王子和法蒂瑪蘇丹的母親。

## 生平
她真名不詳，1496年生於士麥拿，是希臘人，屬希臘東正教米利特成員。
她在1510年進入蘇里曼的後宮，是他第一位妃子，當時他還是王子，在馬尼薩當總督學習行政。
她在1512年生下兒子馬赫穆德，1516年生下女兒法蒂瑪蘇丹，但馬赫穆德1521年死於天花，法蒂瑪蘇丹則死於1561年。
1550年死於奧斯曼帝國於埃迪爾內的舊皇宮。